# میلنتییا
میلنتییا (به صربی: Milentija) یک منطقهٔ مسکونی در صربستان است که در بروس واقع شده‌است. میلنتییا ۱۸۴ نفر جمعیت دارد.